# 水口神社 (甲賀市)
水口神社（みなくちじんじゃ）は、滋賀県甲賀市水口町宮の前にある神社。式内社。旧社格は県社。例祭として水口曳山祭を行う。

## 社名
中世には「山王新宮」と称されたが（『藤川記』）、近世には「大宮大明神社」と称され（『近江輿地志略』）、現在でも土地では「大宮さん」と称されている。

## 祭神

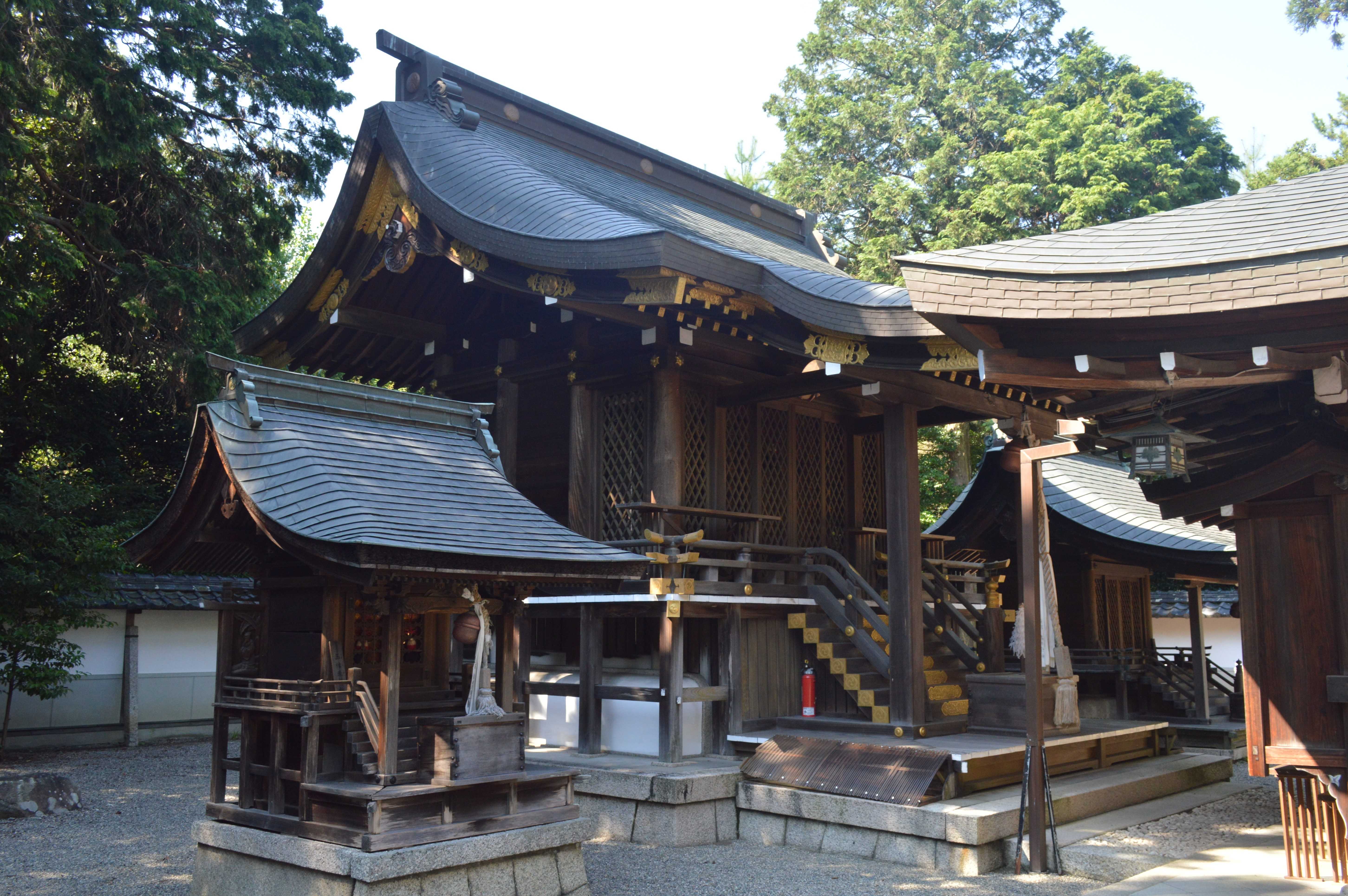
本殿

- 主祭神 - 大水口宿禰命（おおみなくちのすくねのみこと）
- 相殿神 - 大己貴命、素盞嗚尊、稲田姫命

大水口宿禰命は、物部氏の同族である穂積臣等の祖とされる人物であるが、『延喜神名式』の甲賀郡に「川枯神社二座」とある「川枯神（かはかれのかみ）」が『旧事本紀』天孫本紀の物部氏系図に載せる大水口宿禰命の祖母、淡海川枯姫（あはみのかはかれひめ）に関係すると考え、当地に蟠踞した物部氏の一族が祖先を祀ったものであろうとされている。また鎮座地一帯は旧甲賀郡の中心部に位置し、周辺には郡内最大規模の波濤が平古墳といった後期古墳も点在することから、古くより開かれた地であることが判るので、神社名や祭神名から見て、早くから灌漑用水を司る農耕の神としての役割も担っていたと推考されている。
なお、現在相殿とされている3柱は享保の初年（18世紀初）には主祭神とされていたこともあるが、中世に当神社が近接する天台宗の名刹大岡寺の護法神とされていることから、延暦寺の護法神である日吉社西本宮の大己貴命を勧請し、更にその親神とされる2柱を追加したものと考えられている。

## 歴史
社伝によれば、垂仁天皇の時代に稲田姫命が天照大神の神鏡を奉じて近江に入国、族長であった矢田部宿祢蔵田麿（やたべのすくねくらたまろ）に神鏡を鎮座させるべき地を問うたところ甲可日雲宮（こうがのひくものみや）の地が最適であると回答したため、甲可川（現野洲川）を遡上して現社地に至り、4年間神鏡を奉じるとともに大己貴命を神鏡守護の神として祀ったのに創まるというが、これは倭姫命が天照大神の神鏡を奉じて各地を巡幸したという伊勢の神宮の鎮座伝承の「倭姫命」を「稲田姫命」に変えたもので、甲賀郡には古くから伊勢への奉幣使が利用する伊勢大路が通るなど密な関係を有していたため、後世に神宮の御師などの唱導活動によってもたらされた『倭姫命世記』を直接の下敷きにして造作されたものであろうと考えられている。そのため、これに対して上述のように本来は当地の物部氏の一族が祖先を奉斎したのが創祀であると見られている（社伝に見える矢田部氏も物部氏の同族である）。
『日本三代実録』貞観元年（859年）1月27日条に従五位下から従五位上に昇叙されたことが見え、延喜の制で国幣小社に列した。その他の史料を欠くが、上述したように中世には大岡寺の護法神として「山王新宮」と称され、社伝によると東西30町、南北25町といった広大な境内地を有し、永禄年間（1558年 - 1569年）にその大半を喪失、天正年間（1573年 - 1593年）には130石あった社領も没収、以後4間から5間四方といった狭隘な境内地を有するのみになったという。寛文3年（1663年）に幕府の代官小堀仁右衛門が郷民に命じて社殿を再建させ、元禄10年（1697年）にも拝殿が修復された記録があるが、正徳5年（1715年）に水口藩主として帰封された加藤嘉矩が初入国をした時に、当神社の荒廃を嘆いて町民に社殿を造営させ、享保14年（1729年）9月に遷宮を行ったといい、以来藩制時代を通じて加藤氏の保護を受けた。甲賀郡は古代には上述伊勢大路が通い、斎内親王の群行のための垂水頓宮が置かれたりしたほか、甲賀駅が設けられて駅馬を常置させる（『延喜兵部式』）など、東海道の要衝ともされた地で、水口にも中世以来宿駅が置かれていたが、加藤氏の帰封以来、その城下町として、また東海道五十三次の宿場町として栄え、それにともなって当神社も大いに繁栄した。
1876年（明治9年）10月に郷社に列し、1894年（明治27年）境内を拡張、それとともに社殿造営にも着手して1897年（明治30年）に竣工、1924年（大正13年）6月には県社に昇格した。第二次世界大戦後は神社本庁に属している。

## 神職
近世を通じて石王家が社家として宮司職を襲っている。石王氏は本姓矢田部氏を称すが、北内貴の土豪である内貴氏の一族であったともいわれている。

## 祭祀

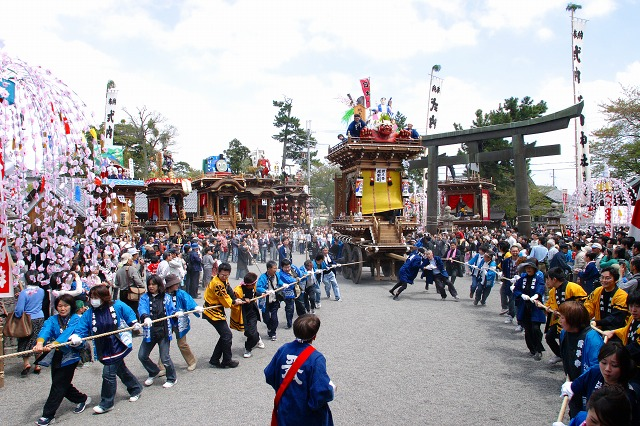
水口曳山祭

現在の甲賀市水口町本町、同市水口町松栄、同市水口町鹿深といった水口地区の中心部を氏子区域とするが、これらは近世には東の水口と西の美濃部の2地区に2分され、それぞれの地区に宮座が組織されていた。水口地区では年老30人が選出されて大宮（本社）へ奉仕するとともに、神殿（こうどの）と称する1人が神事を司った。美濃部地区では摂社御武社（現武雄神社）を美濃部の氏神と定め、年老10人と水口同様1人の神殿を選出して神事を司らしめた。また野洲川を隔てて南接する北内貴も氏子区域とされて宮座を組織していたが、これは中世に遡って北内貴が水口美濃部部落と1つの郷を形成していたためであると考えられている。これらの宮座は明治初年まで存続していたが、1873年（明治6年）に廃止された。
当神社の代表的な神事は4月20日の例祭水口祭である。祭日は古く4月の上申日とされており、これは「山王新宮」と称された頃から日吉社の神使である猿に因んで設定されたものとされるが、明治以降太陽暦へ改めるとともに祭式も改変し、1896年（明治29年）に現行日とされた。当日には町内から曳山が奉納されるため、水口曳山祭とも称され、県指定無形民俗文化財となっている。
また、延宝の頃（17世紀後半）から旱魃に対する雨乞祭が行われるようになり、その折には藩主の親拝、または代参があったという。

## 境内

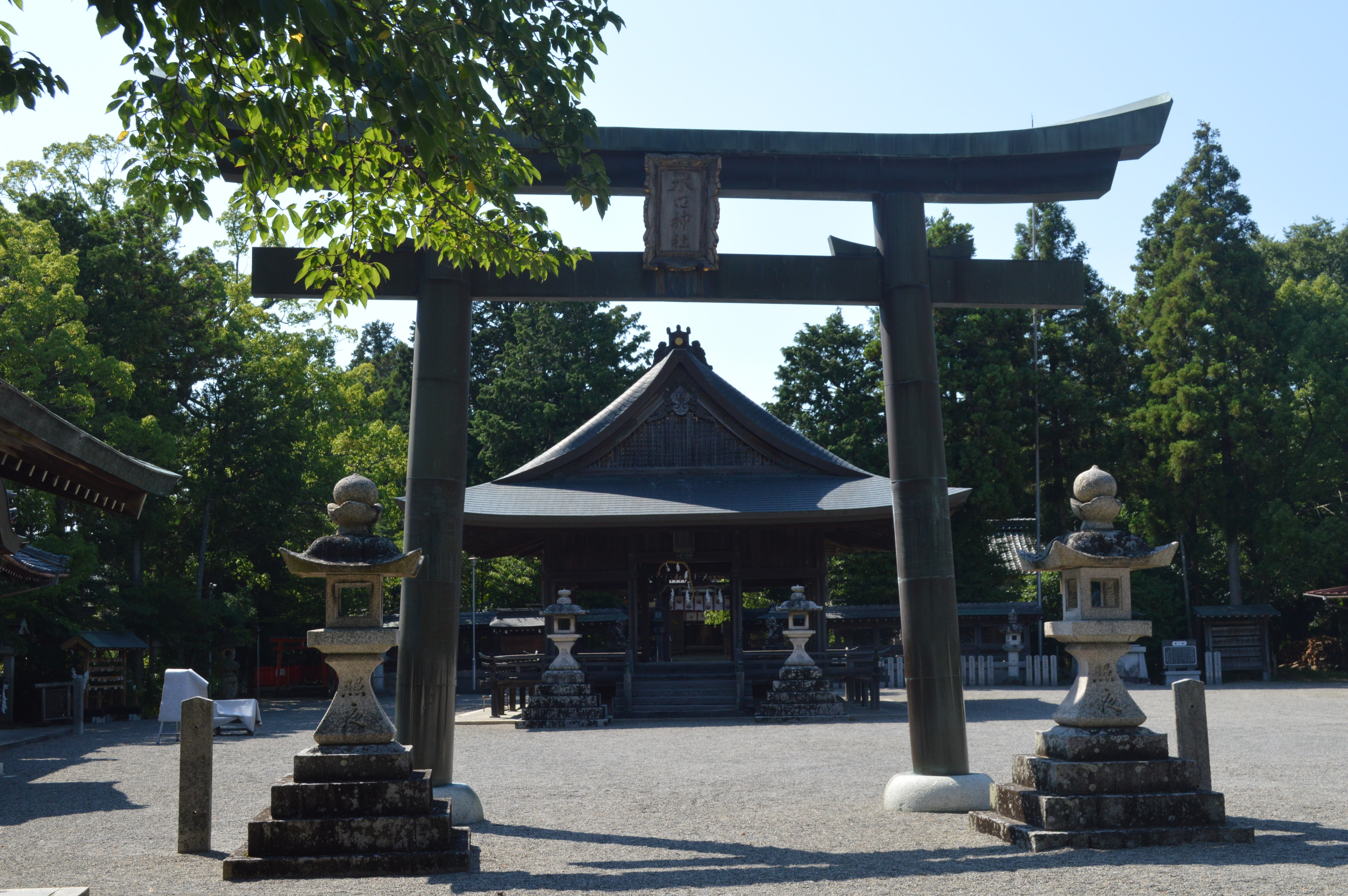
鳥居

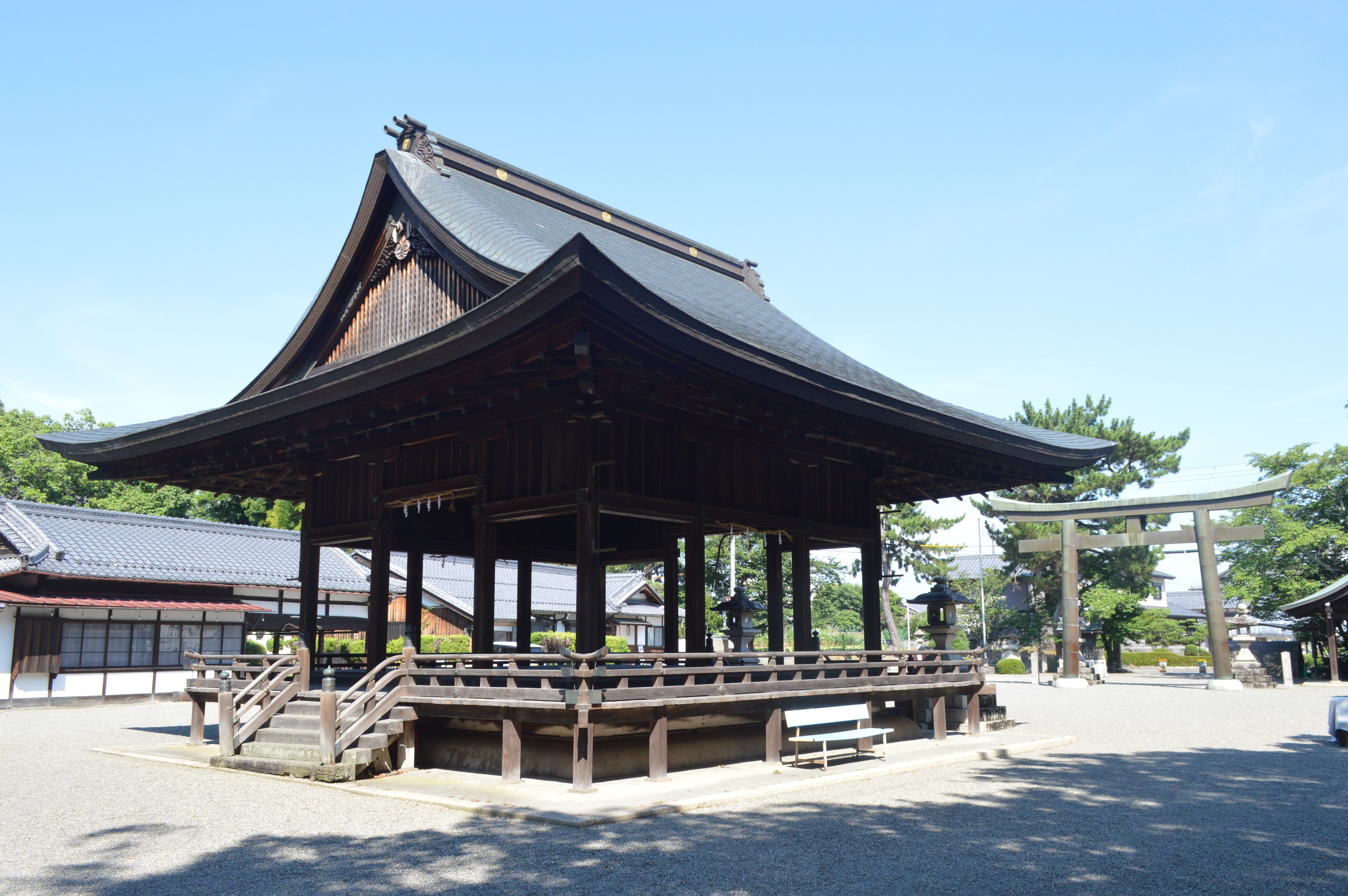
境内

- 本殿 - 1897年（明治30年）再建。一間社流造。
- 祝詞舎
- 武雄神社 - 祭神：武甕槌神・経津主神。上述のように近世には美濃部の氏神とされ、西部の宮座が神事等を担当していた。
- 玉津米神社 - 祭神：玉留産霊尊
- 水口恵比須神社 - 祭神：事代主神
- 日枝神社 - 祭神：大山咋神・徳川家康
- 中門
- 拝殿 - 弘化元年（1844年）再建。入母屋造。
- 絵馬殿 - 境内に絵馬殿を有する神社は近江に少なく、貴重な例となっている。
- 稲荷神社
- 社務所
- 太鼓橋

## 文化財

### 重要文化財
- 木造女神坐像（じょしんざぞう） - 像高22.2cmの彩色像[15]。垂髪で両手を袖に入れ、胸先で拱手する。着衣の衣褶を彫らず、膝前も造作していない素朴な作風の像である。鎌倉時代の作と推定される。1911年（明治44年）8月9日に古社寺保存法に基づき国宝（旧国宝）に指定、1950年（昭和25年）8月の文化財保護法施行により重要文化財となっている。

### 滋賀県指定無形民俗文化財
- 水口曳山祭（水口祭保存振興会）

### 滋賀県選択無形民俗文化財
- 水口曳山祭（水口祭曳山保存会）

### 甲賀市指定有形文化財
- 石灯籠 - 南北朝時代の康永元年（1342年）の刻銘があり、製作年代が判明する。

## その他
- かつて社家の石王家に「水口薬」という薬が家伝として伝わっており、1882年（明治15年）には薬名「安体散」として内務省の認可も受け、『大日本地名辞書』にも『大同類聚方』を引いて「水口薬、近江国水口神社祝等之家伝、元者大己貴神力也、熱去寒来、日々時々渇、而腸内動気効云々」と記しているが、現在は伝えられていない。
- 社家石王家の日記に、1868年（明治元年）9月、天皇東幸の折に勅使として植松雅言を当神社に差遣したことが見える。

## 交通アクセス
- 近江鉄道水口城南駅から徒歩10分